# Stazione di Torricella
Stazione di Torricella vasútállomás Olaszországban, Torricella településen.

## Vasútvonalak
Az állomást az alábbi vasútvonalak érintik:
- Foligno-Terontola-vasútvonal

## Kapcsolódó állomások
A vasútállomáshoz az alábbi állomások vannak a legközelebb:
- Stazione di Passignano sul Trasimeno
- Stazione di Magione